# أبلق عربي
أبلق عربي (الاسم العلمي: Oenanthe lugentoides) (بالإنجليزية: Arabian Wheatear)‏ هو نوع من الطيور يتبع جنس الأبلق من فصيلة صائدات الذباب  يعتبر طائر عربي الأصل يوجد في جنوب شبه الجزيرة العربية ومصر وتركيا والشام وباكستان وعمان وأوروبا